# Millettia boniana
Millettia boniana är en ärtväxtart som beskrevs av François Gagnepain. Millettia boniana ingår i släktet Millettia och familjen ärtväxter. Inga underarter finns listade i Catalogue of Life.